# Eugene Maslov
Eugene Maslov (eigentlich Jewgeni Maslow, russisch Евгений  Маслов; * 1959 in Nowotroizk) ist ein russischer, in den Vereinigten Staaten lebender Jazzpianist, Arrangeur und Komponist.

## Leben und Wirken
Maslow wuchs in Sankt Petersburg auf, wo er früh als Wunderkind galt, und studierte klassisches Klavier bei Lina Berschadskaja am Mussorgsky-Musikkonservatorium und anschließend am Rimski-Korsakow-Konservatorium, wo er auch Jazz studierte. Nach seiner Übersiedlung 1989 in die Vereinigten Staaten arbeitete er u. a. mit Hubert Laws, Bob Sheppard, Gary Burton, Vinnie Colaiuta und Omar Hakim. Als Arrangeur wirkte er an Produktionen u. a. von Ilona Knofler, Daevid Allen und Ernestine Anderson mit. 
1994 entstand sein Debütalbum im Triobesetzung mit Ben Street und George Schuller. Beim 2000 vorgelegten Album The Face of Love wirkten neben Eddie Gomez, Willie Jones und Steve Williams auch Toots Thielemans und Shirley Horn als Gastsolisten mit. Maslov lebt seit 2000 in Philadelphia.

## Diskographische Hinweise
- Autumn In New England (1994)
- When I Need to Smile (1999)
- The Face of Love (2000)
- The Fuse Is Lit (2002) mit Boris Kozlov, Vinnie Colaiuta, Joe LaBarbera, Hubert Laws, Pete Christlieb
- Where The Light Comes From (2005)